# البقرة المقدسة (رواية)
البقرة المقدسة واسمها الأصلي كاملا Holy Cow: A Modern-Day Dairy Tale رواية للكاتب والممثل الأمريكي ديفيد دشوفني، صدرت أول مرة في عام 2015.
تسرد الرواية هروب بقرة وخنزير وديك رومي من مزرعة في أمريكا سعيا لحياة أفضل في الهند وإسرائيل وتركيا. في البداية عرض دوشوفني القصة فلم رسوم متحركة للأطفال، غير أنه رفص بسبب موضوعاته الدينية، مثل اعتناق الخنزير الديانة اليهودية.